# 대한민국 헌법 제78조
대한민국 헌법 제78조는 대한민국 헌법의 조항이다.

## 본문
대통령은 헌법과 법률이 정하는 바에 의하여 공무원을 임명한다.

## 내용
대통령의 공무원 임명권에 관한 내용이다.

## 같이 보기
- 대한민국 헌법 제4장 제1절